# Wally Lorenz
Pour les articles homonymes, voir Lorenz.
Wally Lorenz est un homme politique provincial canadien de la Saskatchewan. Il représente la circonscription de Battleford-Cut Knife à titre de député du Parti saskatchewanais à la suite d'une élection partielle en 2003 et jusqu'à l'élection générale de 2003.

## Biographie

### Carrière politique
Lorenz possède le record d'avoir été le député saskatchewanais à avoir siéger le moins longtemps, soit durant six mois. En raison d'une redécoupage des circonscriptions, Lorenz perd la nomination dans la nouvelle circonscription de Cut Knife-Turtleford contre Michael Chisholm.